# مشاري بن جلوي بن تركي آل سعود
الأمير مشاري بن جلوي بن تركي بن عبد الله آل سعود؛ أبوه الإمام جلوي بن تركي بن عبد الله آل سعود ولد بالرياض عام 1291 هـ. وكان قد رافق الملك عبد العزيز في توحيد المملكة وخصوصًا الحجاز، وُكِّل بإمارة الطائف والمدينة المنورة وبعدها تولى إمارة القصيم منذ عام 1338 هـ حتى عام 1354 هـ.
كان له عدة أبناء ولم يكن له ذرية إلا من ابنه الأمير فهد بن مشاري بن جلوي آل سعود.

## وفاته
توفي الأمير مشاري بن جلوي بن تركي آل سعود في عام 1348هـ ودفن في مقبرة فلّاجة بمدينة بريدة بمنطقة القصيم، كما ذكر المؤرخ زاهي الخليوي في كتابه (سيرة بطل) أن الأمير عبد العزيز بن مساعد بن جلوي لما خرج في تلك السنة إلى معركة المسعري - المسماة وقعة أم رضمة  - قصد أولًا ابن عمه الأمير مشاري بن جلوي ليعوده، فلما لحق بالجيش سألوه فقال: قابلونا بنعشه رحمه الله تعالى.
| سبقه تركي الأول بن عبد العزيز آل سعود | أمير منطقة القصيم 1338هـ - 1354هـ | تبعه عبد الله بن فيصل الفرحان آل سعود |